# Stephansohl
Stephansohl ist ein Wohnplatz und Gewerbestandort in der Gemeinde Schalksmühle im Märkischen Kreis im Regierungsbezirk Arnsberg in Nordrhein-Westfalen (Deutschland).

## Lage und Beschreibung
Stephansohl befindet sich im südöstlichsten Zipfel des Gemeindegebiets im Volmetal zwischen der Bahnstrecke Hagen–Dieringhausen und der Bundesstraße 54 nahe der Stadtgrenze zu Halver und Lüdenscheid. Der Wohnplatz liegt oberhalb der Volme am Nordportal des Winkhauser Tunnels der Bahnstrecke.
An der Volme unterhalb des Wohnplatzes befinden sich eine Gewerbeansiedlung und die Kläranlage Volmetal des Ruhrverbands.
Nachbarorte auf dem Schalksmühler Gemeindegebiet sind Nöllenhammer, sowie auf Lüdenscheider Stadtgebiet Winkhausen, Brügge, Grüne, Doppelhammer, Oedenthalerhagen, Eicken, Othlinghausen, Felde, Bracke und Halverscheid, Gehärte und die Wüstung Karbecke auf Halveraner Stadtgebiet.

## Geschichte
Das zunächst dem Kirchspiel Halver angehörige Stephansohl wurde erstmals 1732 urkundlich erwähnt und entstand vermutlich um 1700 als ein Abspliss von Halverscheidt.
1818 lebten elf Einwohner im Ort. 1838 gehörte Ohl, Stephans der Oeckinghauser Bauerschaft innerhalb der Bürgermeisterei Halver an. Der laut der Ortschafts- und Entfernungs-Tabelle des Regierungs-Bezirks Arnsberg als Hof kategorisierte Ort besaß zu dieser Zeit drei Wohnhäuser, eine Fabrikationsstätte bzw. Mühle und zwei landwirtschaftliche Gebäude. Zu dieser Zeit lebten 25 Einwohner im Ort, allesamt evangelischen Glaubens.

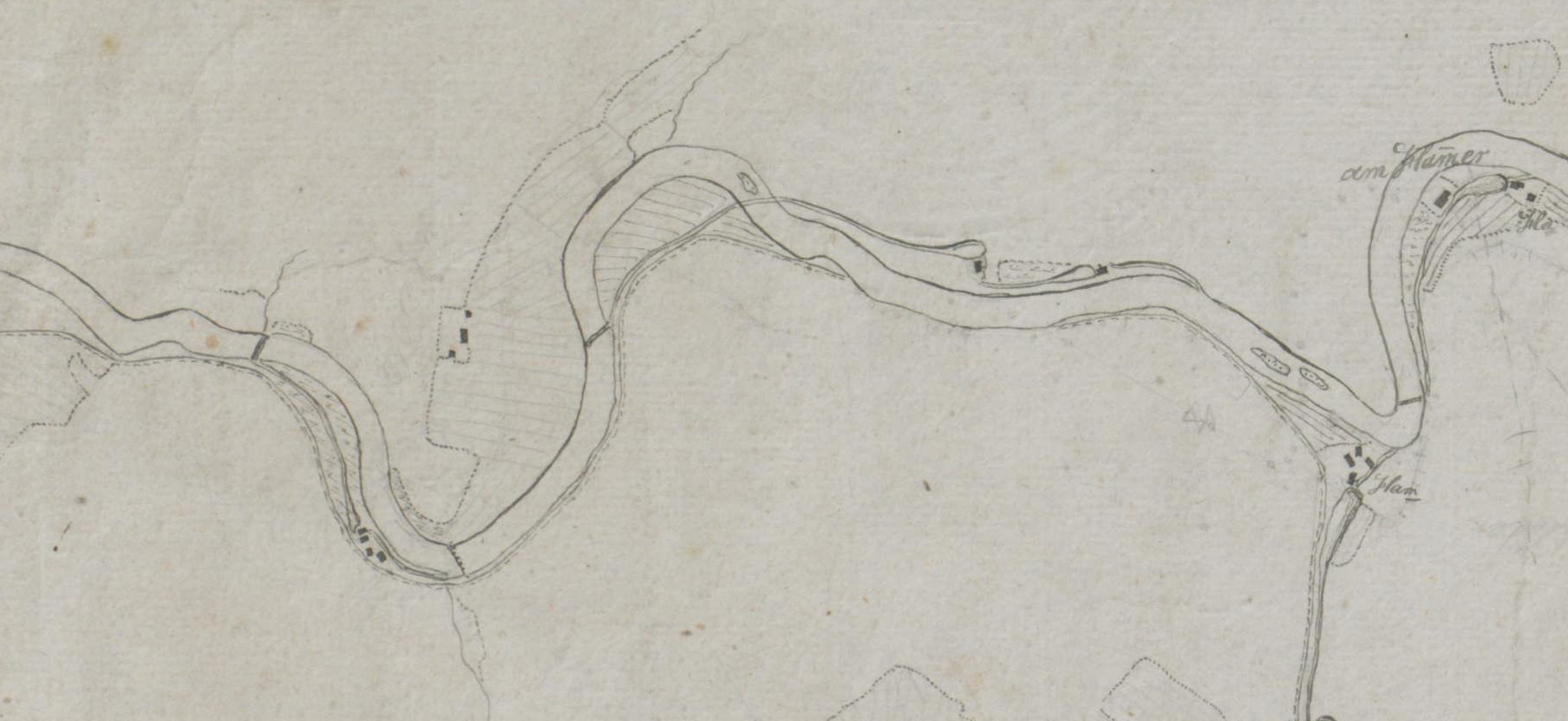
Der Wohnplatz Stephansohl (links) um 1795

Der Ort ist auf der Preußischen Uraufnahme von 1840 als Steffens Ohl verzeichnet. Ab der Preußischen Neuaufnahme von 1892 ist der Ort auf Messtischblättern der TK25 als Stephansohl verzeichnet.
Die Gemeinde- und Gutbezirksstatistik der Provinz Westfalen führt 1871 den Ort als Colonie mit drei Wohnhäusern und 24 Einwohnern auf. Das Gemeindelexikon für die Provinz Westfalen gibt 1885 für Stephansohl eine Zahl von 40 Einwohnern an, die in fünf Wohnhäusern lebten. 1895 besitzt der Ort fünf Wohnhäuser mit 36 Einwohnern und gehörte kirchlich zum evangelischen Kirchspiel Schalksmühle, 1905 zählt der Ort fünf Wohnhäuser und 47 Einwohner.
Am 1. Oktober 1912 wurde der Bereich um den Ort aus der Gemeinde Halver ausgegliedert und der neu gegründeten Gemeinde Schalksmühle zugewiesen.